# Edineț (arrondissement)
Edineț is een arrondissement van Moldavië. De zetel van het arrondissement is Edineț.
De 32 gemeenten, incl. deelgemeenten (localitățile), van Edineț:
- Alexeevca
- Bădragii Noi
- Bădragii Vechi
- Bleșteni, incl. Volodeni
- Brătușeni, incl. Brătușenii Noi
- Brînzeni
- Burlănești, incl. Buzdugeni
- Cepeleuți, incl. Rîngaci en Vancicăuți
- Chetroșica Nouă
- Constantinovca, incl. Iachimeni
- Corpaci
- Cuconeștii Noi, incl. Cuconeștii Vechi
- Cupcini, met de titel orașul (stad), incl. Chetroșica Veche en Chiurt
- Edineț, met de titel orașul (stad), incl. Alexăndreni en Gordineștii Noi
- Fetești
- Gașpar
- Goleni
- Gordinești
- Hancăuți
- Hincăuți, incl. Clișcăuți en Poiana
- Hlinaia
- Lopatnic
- Parcova, incl. Fîntîna Albă
- Rotunda, incl. Hlinaia Mică
- Ruseni, incl. Slobodca
- Șofrîncani
- Stolniceni
- Terebna
- Tîrnova
- Trinca
- Viișoara
- Zăbriceni, incl. Oneşti.